# Campionato italiano Para Ice Hockey 2022-2023
Il Campionato italiano Para Ice Hockey 2022-2023 è stata la diciannovesima edizione di questo torneo organizzato dalla Federazione Italiana Sport del Ghiaccio, la quinta con la nuova denominazione dello sport (Para Ice Hockey in luogo di Ice Sledge Hockey) voluta dal Comitato Paralimpico Internazionale.

## Formula
Dopo l'esperimento, nella stagione precedente, della fusione in un'unica squadra delle due selezioni di Lombardia e Piemonte, si è ritornati a disputare un campionato a tre squadre: 
- Armata Brancaleone
- South-Tyrol Eagles
- Tori Seduti

Le squadre si incontreranno in un girone di andata e ritorno, seguito dalla finale (al meglio dei tre incontri, coi primi due in casa della squadra meglio classificata e l'eventuale terzo in casa della seconda) per le prime due classificate.
Al fine di rendere più equilibrate le squadre, cè previsto che una società possa concedere propri giocatori ad un'altra società, con la modalità del doppio utilizzo, semplificata rispetto ad un prestito. In particolare, i Tori Seduti potranno concedere giocatori all'Armata Brancaleone e viceversa, mentre le South-Tyrol Eagles potranno concedere propri giocatori ad entrambe le altre due squadre.

### I raggruppamenti amichevoli
Durante il campionato si sono svolti tre incontri amichevoli tra due squadre a ranghi misti, composte da atleti di tutte e tre le compagini iscritte al campionato; le squadre sono denominate Team Blue e Team White.

## Regular season

### Incontri
| 1ª           | giornata                         | 4ª           |
| 22 ott. 2022 |                                  | 14 gen. 2023 |
| 1-2          | Tori Seduti - South-Tyrol Eagles | 6-0          |

| 3ª           | giornata                         | 5ª           |
| 17 dic. 2022 |                                  | 11 feb. 2023 |
| 3-4          | Armata Brancaleone - Tori Seduti | 3-2          |

| 2ª          | giornata                                | 6ª          |
| 5 nov. 2022 |                                         | 4 mar. 2023 |
| 5-1         | South-Tyrol Eagles - Armata Brancaleone | 3-4 d.t.r.  |

### Incontri amichevoli
I tre raggruppamenti si sono svolti il 23 ottobre 2022 a Torino, il 15 gennaio 2023 ad Egna e il 12 marzo 2023 a Varese.

### Classifica
| Pos | Squadra            | G | V | VS | PS | P | GF | GS | DG  | Pt | Risultato               |
| --- | ------------------ | - | - | -- | -- | - | -- | -- | --- | -- | ----------------------- |
| 1   | South-Tyrol Eagles | 4 | 3 | 0  | 1  | 0 | 16 | 6  | +10 | 10 | Qualificate alla finale |
| 2   | Armata Brancaleone | 4 | 1 | 1  | 0  | 2 | 11 | 14 | −3  | 5  | Qualificate alla finale |
| 3   | Tori Seduti        | 4 | 1 | 0  | 0  | 3 | 7  | 14 | −7  | 3  |                         |

## Play-off

### Tabellone
|  | Finale |                    |                    |   |   |  |
|  |        |                    |                    |   |   |  |
|  | 1      | South-Tyrol Eagles | South-Tyrol Eagles | 1 | 6 |  |
|  | 2      | Armata Brancaleone | Armata Brancaleone | 0 | 0 |  |

### Incontri
| Arbitri: | Alexander Wiest Luca Grisenti |

|                      |           |  |
| Depaoli (Larch) 5:31 | Marcatori |  |

| Arbitri: | Massimo De Col Luca Grisenti |

| |           |  |
| Rosa 0:33 Planker (Remotti Marnini) 4:19 Depaoli (Rosa) 10:38 Larch (Rosa) 12:49 Kerschbaumer 14:26 Kafmann 27:55 | Marcatori |  |

Le South-Tyrol Eagles vincono il loro quindicesimo titolo italiano, decimo consecutivo.